# Gustaf Adolf Oxenstierna
Gustaf Adolf (Gabrielsson) Oxenstierna af Korsholm och Wasa, född 9 mars 1648 på slottet Tre Kronor i Stockholm, död 9 december 1697, var en svensk greve, överste och kammarherre.

## Biografi
År 1665 studerade Gustaf Adolf Oxenstierna i Heidelberg. 1671 blev han kammarherre och tjänstgjorde hos kung Karl XI. Efter faderns död 1673 övertog Gustaf Adolf Oxenstierna titeln greve till Korsholm och Wasa, samt tillhörande fastigheter i Vasa, Österbotten. Redan 1674 indrogs dock förläningen som en del av reduktion. Dessutom ansåg reduktionskollegiet att en del av kronans ränta hade uppburits av grevskapet under åren 1660–72. Man krävde återbetalning av sammanlagt 160 000 riksdaler, vilket ledde till att dödsboet efter fadern försattes i konkurs. 1677 utnämndes Gustaf Adolf Oxenstierna till överstelöjtnant vid Västgöta kavalleriregemente. 1678 blev han överste. 1683 återfick han godset Edsberg efter en återlösning av sin faster. Gustaf Adolf Oxenstierna avled 1697.

### Familj
Gustaf Adolf Oxenstierna var son till riksmarskalken Gabriel Gabrielsson Oxenstierna (1619–73) och Maria Christiana Löwenstein und Scharffeneck (1625–72). Han hade sju syskon. Bland hans faddrar återfanns drottning Kristina samt änkedrottning Maria Eleonora. Fadern var hovmarskalk för drottning Kristina, och familjen hade uppenbarligen goda relationer till kungafamiljen. Han namngavs efter kung Gustav II Adolf.
Oxenstierna gifte sig i Stockholm 1680 med Christina Douglas (1652–1712). Tillsammans fick de sju barn.
- Gabriel Adolf Oxenstierna af Korsholm och Wasa (1681–1709), kapten
- Hedvig Vilhelmina Oxenstierna af Korsholm och Wasa (1682–1758)
- Robert Gustaf Oxenstierna af Korsholm och Wasa (1683–1684?)
- Vilhelm  Oxenstierna af Korsholm och Wasa (Omkring 1685–1686?)
- Carl Ulrik Oxenstierna af Korsholm och Wasa (Omkring 1688–1690?)
- Ulrika Eleonora Oxenstierna af Korsholm och Wasa (Omkring 1691–1756)
- Christina Lovisa Oxenstierna af Korsholm och Wasa (Omkring 1694–1729)

Man känner till att förhållandet mellan Gustaf Adolf och hans tretton år yngre syster Christiana Juliana var mycket ansträngt på 1690-talet. Hon gifte sig i hemlighet med prästen Nikolaus Bergius, vilket ledde till en stor skandal då äktenskap mellan adliga och oadliga var förbjudet. Släkten Oxenstierna ifrågasatte vigsels giltighet och Gustaf Adolf, som bör ha varit Christianas förmyndare, stämde Bergius inför Hovrätten, ridderskapet och adeln. Dessutom inlämnade han en stämning till kungen, där han menade att paret brutit mot : "uppenbar lag, förmyndare-ordning, adliga privilegier, kyrko-ordningar och Kongl. Maj:ts förordningar om olofliga vigningar", och "att gå en så oloflig väg till hela adliga ståndets prejudice och märkliga förfång, så utrikes som inrikes, och dess privilegiers förkränkande, hvilken sak är af den vigt och eftertanke, att, om den ej exemplariter afstraffas, den ofelbart lärer draga den förargelsen och skandalösa konseqvensen efter sig, att all ordning lärer försvinna, en adlig dam, utaf hvad värde hon vara kunde, ej för någons otjenliga tillbud kunde vara fri." 
Han yrkade på att kungen skulle skärpa förbudet mot giftermål mellan samhällsklasser och statuera exempel: "att slike mål, då de olyckligen hända, genast de simplici et plano med en summarisk process, utan omsvep och vidlyftighet, så af domare som af exekutorer i städerna och på landet, afgöras, och begge de nobili officio, enär de kunna af adliga mor och jungfrur någon deras stånd otjenlig frihet märka, tillkänna eller de eljest få veta, dem straxt å embetets vägnar tilltala och gerningen genom tjenliga medel stäcka, innan han tillväxer och kommer till sin mogenhet." 
Riddarhuset bedömde att ett brott hade begåtts, men kungen förklarade att fallet enbart var en privatsak. På dessa skäl beslöts, "att ridderskapet ej understår sig att besvära Kongl. Maj:t med detta."